# Línea 24 (San Juan)
La línea 24 fue una línea de colectivos interurbana de la provincia de San Juan, que recorría los departamentos Sarmiento y Pocito. Sus unidades estuvieron administradas por una empresa privada, Nuevo Sur S.R.L. Mientras que hasta el 2005 fue administrada por la empresa Del Sur S.R.L, que debido al incumplimiento de los plazos establecidos, para la incorporación de nuevas unidades, el gobierno provincial debió retirarla del servicio. Dejó de existir en forma definitiva el 4 de diciembre de 2021 a partir de puesta en marcha de la Red Tulum, fue reemplazada por las líneas 260, 261, 262, 263, 264, 265 y 266.

## Recorridos

### Expreso
Se trata de un recorrido directo desde la ciudad de San Juan hacia Media Agua
Ida:Estación terminal de ómnibus - Avellaneda - General Paz - Pueyrredon - Santa Fe - Mendoza - Agustín Gómez - Ruta Nacional 40 - Avenida Uruguay (Ingresa a Media Agua) - 9 de Julio - Rivadavia.
Regreso:Rivadavia - 9 de Julio - Avenida Uruguay - Ruta Nacional 40 - Agustín Gómez - Mendoza - República del Líbano - General Acha - Pedro de Valdivia - Avenida Rioja - Avenida Libertador General San Martín - Avenida Rawson - Mitre - Avellaneda - Ingreso a Estación Terminal de ómnibus.

### Por Colonia
Se trata de un recorrido desde la ciudad de San Juan por Aberastain ingresando al distrito de Colonia Fiscal, hasta Media Agua
Ida: Estación Terminal de Ómnibus, Avellaneda General Paz, Pueyrredon, Santa Fe, Mendoza, Marcos Zalazar, Uriburo, Vidart, Aberastain, Marcos Zalazar, Mendoza, Ruta Nacional 40, Ruta Provincial 295, Mendoza (ingresa al distrito de Colonia Fiscal), Salvador María del Carril, Las Leñas, Estrella, Fray Justo Santa María de Oro, Ruta Nacional 40, Avenida Uruguay (Ingresa a Media Agua), 9 de Julio, Libertad.
Regreso: Avenida 25 de Mayo, Beltran, Ares, Avenida Uruguay, Ruta Nacional 40, Mendoza, (ingreso a Colonia Fiscal), Salbador María del Carril, Las Leñas, Estrella, Fray Justo Santa María de Oro, Mendoza, Ruta Provincial 295, Ruta Nacional 40, Marcos Zalazar, Aberastain, Vidart, Uriburo, Marcos Zalazar, Mendoza, República del Líbano, General Acha, Pedro de Valdivia, Avenida Rioja, Avenida Libertador General San Martín, Avenida Rawson, Mitre, Avellaneda, Estación Terminal Ómnibus.

### Media Agua - Pedernal
Este se trata de un ramal que conecta Media Agua con los distritos de Cañada Honda, Los Berros y Pedernal
Ida:Media Agua - Rivadavia - Avenida 25 de Mayo - Avenida Uruguay - 9 de Julio - Libertad - Avenida Uruguay - Ruta Nacional 40 - Ruta Nacional 153 - Ruta Provincial 116 (Ingreso a Cañada Honda) - Ruta Nacional 153 (Ingresa a Los Berros) - Calle principal de Pedernal.
Regreso: calle principal de Pedernal - Ruta Nacional 153 (ingreso a Los Berros) - Ruta Provincial 116 (Ingreso a Cañada Honda) - Ruta Nacional 153 - Ruta Nacional 40 - Avenida Uruguay (Ingresa a Media Agua)- Libertad - 9 de Julio - Rivadavia.

### Media Agua - Tres Esquina (Este)
Esté ramal de la línea 24 une a Media Agua y la zona este del distrito de Tres Esquinas
Ida: Media Agua: Rivadavia - 9 de Julio - Juan XXIII - Proyectada - Uruguay - Avenida 25 de Mayo - Aranda - Bufano Tres Esquina
Regreso: Tres Esquina - Caprina - Ruta Nacional 40 - Avenida Uruguay - Proyectada - Juan XXIII - 9 de Julio - Rivadavia (Media Agua

### Media Agua - Tres Esquina (Oeste)
Esté ramal de la línea 24 une a Media Agua y la zona este del distrito de Tres Esquinas y la localidad de Las Lagunas
Ida: Media Agua - Rivadavia - 9 de Julio - Juan XXIII - Proyectada - Avenida Uruguay - Avenida 25 de Mayo - Doncel - Bufano - Proyectada - (Las Lagunas)
Regreso: Proyectada - Bufano - Arenda - Avenida 25 de Mayo - Avenida Uruguay - Proyectada - Juan XXIII - 9 de Julio - Rivadavia (Media Agua)

### Barrio Ruta 40
Ida: Estación Terminal de Ómnibus - Pueyrredon - Mendoza - Avenida Marcos Zalasar - Uriburo - Vidart - 21 de Febrero - Calle 18 - ingreso a Barrio Municipal - CALLE 18 - 21 de Febrero - Gil - Ruta Nacional 40 - Genest - Sargento Cabral - Barrio Ruta 40
Regreso: Ruta Nacional 40 - Sargento Cabral - Genest - Ruta Nacional 40 - Gil - 21 de Febrero - Aberastain - Vidart - Uriburo - Avenida Marcos Zalasar - Avenida Joaquín Uñac - Mendoza República del Líbano - General Acha - Pedro de Valdivia -Avenida Rioja - Avenida Libertador General San Martín - Avenida Rawson - Mitre - Avellaneda - Estación Terminal de Ómnibus.